# Melechesh

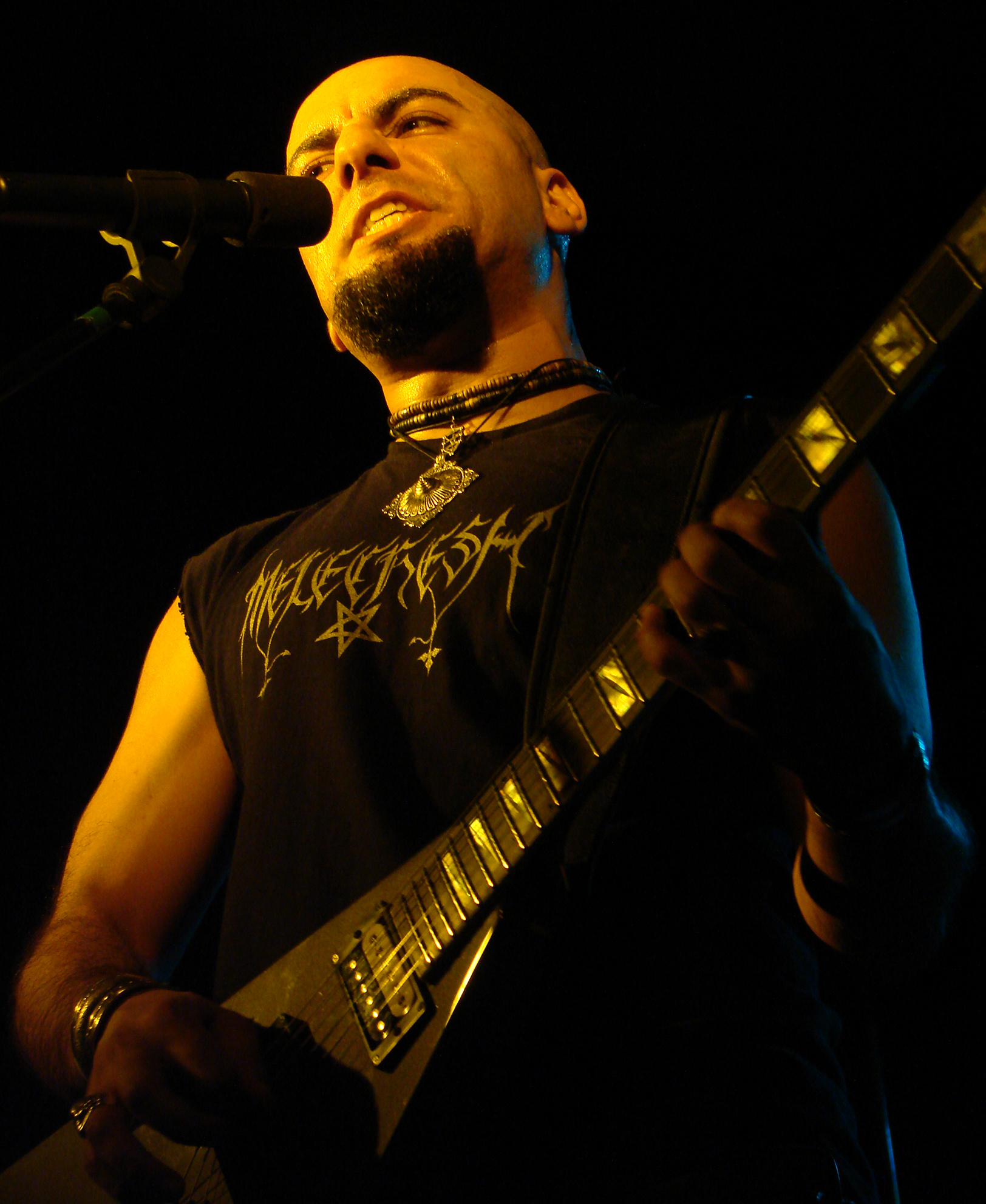
Sänger Ashmedi auf dem Chaulnes Metal Fest 2008

Melechesh, von hebräisch מֶלֶךְ אֵשׁ ˈmɛlɛx eʃ für ‚König des Feuers‘, ist eine Black-Metal-Band aus dem Nahen Osten, gegründet 1993 in Jerusalem.

## Bandgeschichte
Die Band wurde 1993 in Jerusalem von Ashmedi gegründet. Ihm schlossen sich Lord Curse und Moloch an. 1995 stießen Cimeries und Thamuz zur Band, und diese nahm ihr Demo As Jerusalem Burns… auf; in den zwei Monaten nach der Aufnahme verließen sie die Band wieder. Mit dem Bassisten Uusur wurde die EP The Siege of Lachish aufgenommen, auch er verließ Melechesh kurz darauf. Mit diesen Aufnahmen zog Melechesh zum ersten Mal die Aufmerksamkeit der Szene, aber auch die der Behörden auf sich. Der Band wurden satanistische Aktivitäten im Bereich Jerusalem und Betlehem vorgeworfen. Einige Zeit später wurden die Anschuldigungen jedoch fallen gelassen, laut Ashmedi verlor die Polizei das Interesse an Melechesh.
1996 unterzeichnete Melechesh einen Plattenvertrag beim US-amerikanischen Indie-Label Breath of Night Records von Akhenaten (Andrew Harris von Judas Iscariot) und veröffentlichte unter diesem ihr Debütalbum As Jerusalem Burns… Al’Intisar. Daraufhin spielte die Band einige Konzerte in Israel.
Aus persönlichen und beruflichen Gründen (Ashmedi war als Assyrer /Armenier in Jerusalem benachteiligt) sahen sich die einzelnen Bandmitglieder 1998 gezwungen, nach Frankreich bzw. in die Niederlande umzuziehen. Drummer Lord Curse verblieb zuerst in Jerusalem, zog dann aber in die USA, um sein Studium zu beenden, und verließ daher die Band. Seine Position konnte daraufhin durch Absu-Frontmann und -Drummer Proscriptor (Russ R. Givens) gefüllt werden. Im Jahr 2000 unterzeichnete Melechesh einen Plattenvertrag über drei Alben beim Label Osmose Productions. Die Band veröffentlichte mit dieser Besetzung die Alben Djinn (2001) und Sphynx (2003); letzteres wurde in den schwedischen Los Angered Studios in Göteborg aufgenommen und von King-Diamond-Gitarrist Andy LaRocque produziert. Das Album verschaffte ihnen internationale Bekanntheit in der Metal-Szene.
Im Jahr 2005 hatte Proscriptor Melechesh verlassen, und der Thanatos-Schlagzeuger Yuri Rinkel stieß als neuer Drummer zur Band, nachdem er zuvor bereits bei einigen Live-Auftritten gespielt hatte. Rinkel hatte als Y. Xul auch bei Funeral Winds und Liar of Golgotha gespielt, bei Melechesh trat er unter dem verkürzten Pseudonym Xul (sux. ‚böse‘) auf. Im Jahr 2006 erschien das vierte Album Emissaries, welches in den deutschen Woodhouse-Studios aufgenommen wurde.
Melechesh gab im Juni 2008 bekannt, auf der Suche nach einem neuen Bassisten zu sein, da Al’Hazred „seit 2006 nicht mehr aktives Mitglied der Band war“. Bis ein festes Bandmitglied gefunden sei, werde Live- und Session-Bassist Kawn diesen Posten übernehmen.
Da Ashmedi mit einer Türkin liiert ist, hatte die Band die Möglichkeit, ihr 2010 veröffentlichtes Album The Epigenesis in einem professionellen Studio in Istanbul aufzunehmen. Es sei jedoch auch eine Stellungnahme gewesen; die Band fordere gerne die Norm heraus. Ashmedi habe immer nur Bands aus dem Osten ihre Alben im Westen aufnehmen gesehen, jedoch nie dafür in den Osten reisen gesehen. Ein Pionier des anatolischen Rocks, Cahit Berkay von der Band Moğollar, spielte außerdem auf dem Album mit.

## Stil
Als Hauptgrund, Melechesh zu gründen, nennt Ashmedi das Bathory-Album The Return......, jedoch wollte er zu dieser Musik östliche Schlagzeugmuster verwenden; er verweist auf arabische und armenische Schlagzeugmuster, letztere habe Melechesh als erste Band verwandt. Die Absicht der Band war und ist es, einen selbst kreierten und als „Mesopotamian Black Metal“ bezeichneten Stil zu spielen, der Elemente des Black-, Death- und Thrash Metals enthält und der seine Besonderheit durch die Verwendung von orientalisch inspirierten Gitarrenriffs und Trommelrhythmen sowie arabischen Skalen erlangt. Die Band sieht sich als Erfinder eines für den Nahen Osten charakteristischen Klangs und Zugangs zum Black Metal/Thrash Metal/extremen Metal. Ihre Musik biete Aggression, mystische Stimmungen und viele andere Atmosphären. Sie habe Lieder, die ideal für Konzerte seien, und solche, die „ritualistisch und trippig“ seien. Bei philosophischen Ideen und Musikskalen beschränkt sich die Band allerdings ausdrücklich nicht auf den Nahen Osten, sondern greift auch indische, persische und sonstige Musik auf. Ashmedi verwendet ausschließlich Riffs, von denen er ein mentales Bild hat; bei Sacred Geometry sei sogar der Haupt-Riff geometrisch. Der Stil gilt als eigenständig und wiedererkennbar.

“Some bands, I think, are mistaking heavy with speed and noise maybe. No disrespect. I am a fan of extreme metal. But, there’s another way of being heavy, which is playing with dynamics. Heaviness is not necessarily speed.”

„Einige Bands, glaube ich, verwechseln ‚schwer‘ vielleicht mit Geschwindigkeit und Lärm. Keine Respektlosigkeit. Ich bin ein Anhänger extremen Metals. Aber es gibt eine andere Art, schwer zu sein, nämlich durch das Spielen mit Dynamik. Schwere ist nicht notwendigerweise Geschwindigkeit.“

Epigenesis scheint dem Imhotep-Webzine zufolge mehr wie eine große Geschichte in mehreren Stücken zu sein als ein Satz Heavy-Metal-Stücke à la Megadeth und Death, obgleich beide Bands als Einflüsse hörbar seien. Die Band stehe hier eher Nile, Mastodon, Between the Buried and Me und Tool nahe, dahingehend, dass sie Musikstücke schreibe und komponiere, die eher an Beethoven-Symphonien als traditionell strukturierten Metal erinnerten. Ashmedi bestritt, von diesen Künstlern beeinflusst zu sein oder Between the Buried and Me überhaupt gehört zu haben, obgleich die genannten Bands sehr gut seien. Er nannte Einflüsse aus dem 1970er-Psychedelic Rock und Hard Rock, dennoch sei es extremer Metal mit schwarzem Thrash und Musik des Nahen Ostens.

## Selbstwahrnehmung und Verhältnis zu Israel
Die Band verwendet in ihrem Logo ein umgedrehtes Pentagramm und Petruskreuze. Auf die Frage, ob die Musiker Anton Szandor LaVeys sogenanntem modernem Satanismus und Aleister Crowley folgten oder wie die Band Nile dunkle, alte Mythologie und Geschichte möge, entgegnete Ashmedi, die Symbole erinnerten ihn eher an Speere als umgedrehte Kreuze, aber ihr spirituelles Konzept sei der Band wichtig. Sumerische/mesopotamische Mystik und Okkultismus des Nahen Ostens spielten eine große Rolle.
Ashmedi zufolge begannen die Probleme der Band damit, dass eine Zeitung log und behauptete, Melechesh sei ein satanischer Kult. Melechesh sei die erste Black-Metal-Band in Jerusalem gewesen, es habe dort jedoch immer Metal gegeben, und er sei dort mit Metal aufgewachsen. Israel sei, was Musik, Kunst und Lebenswandel angehe, liberal, Jerusalem allerdings konservativer, und in Ost-Jerusalem und Bethlehem sei es sozial inakzeptabel gewesen, Metaller zu sein. Zeitweise sei er dort der einzige Metaller gewesen, und darüber hinaus am Okkultismus interessiert. Er erwähnt auch, früher an dunkle Energien geglaubt zu haben, wovon er mittlerweile abgerückt sei. LaVeys Church of Satan respektiere er, „weil sie mehr für die dunkle Seite getan haben als jeder andere“ und sich nicht aufdrängten, was er sehr respektiere. Moloch bezog sich auf eine Interpretation des Satanismus, die die menschliche Natur vergöttert und die er nicht als Religion, sondern als Philosophie begriff. Er sei jedoch vom christlichen Bild Satans fasziniert. In der Zeit, als die Band noch in Jerusalem wohnte, war sie oftmals Anfeindungen aufgrund ihrer Musik und der Herkunft der Mitglieder ausgesetzt. Keines der damaligen Mitglieder war gebürtiger Jude oder Israeli. Nicht zuletzt, um auch in der internationalen Szene akzeptiert zu werden, hegte die Band zumindest in diesen Zeiten einen offenen Hass auf Israel. Auch sah die Band sich nicht als Teil einer israelischen Black-Metal-Szene. Zu dieser Zeit bestand auch bereits das heutige Bandkonzept, des „okkulten mesopotamischen Black Metals“, im Zuge dessen die Band sich als Angehörige der „assyrisch-mesopotamischen Rasse“ sehen. Eine Ausnahme bildete hier Lord Curse, der Armenier war. Die Band zieht zudem eine subversive Freude, eine Black-Metal-Band aus Jerusalem zu sein. Deutlich wird dies z. B. an folgendem Zitat aus dem Beiheft des Debütalbums As Jerusalem Burns… Al’Intisar:

“Through these compositions we stab the flag of hell in the heart of god, Jerusalem where we reside blasphemously with pride”

„Durch diese Kompositionen stoßen wir die Flagge der Hölle in das Herz Gottes, in Jerusalem, wo wir uns erfüllt von Blasphemie und Stolz aufhalten“

Um die Jahrtausendwende existierte auch die von Melechesh gegründete Organisation The Order of Mesopotamia. Ziel war es, dadurch eine Bewegung innerhalb der Black-Metal-Szene auszulösen, die eine ganz eigene, von Europa losgelöste Szene bilden sollte, quasi eine Vereinigung von Metallern aus dem gesamten Nahen Osten, die letztlich eine Religion begründen sollte. The Order Of Mesopotamia war außerdem der Titel eines Journals der Band. Mittlerweile äußert Ashmedi zum Nahostkonflikt, Melechesh sei keine politische Band, und er selbst habe Leute auf beiden Seiten gekannt, die gestorben seien. Er sei stolz auf seinen Hintergrund, aber kein Nationalist und möge sowohl seine Heimat als auch den Rest der Welt beziehungsweise des Universums.

## Diskografie

### Demos
- 1995: As Jerusalem Burns…

### EPs
- 1995: The Siege of Lachish
- 2004: The Ziggurat Scrolls
- 2012: Mystics of the Pillar II

### Alben
- 1996: As Jerusalem Burns… Al’Intisar (2001 wiederveröffentlicht)
- 2001: Djinn
- 2003: Sphynx
- 2006: Emissaries
- 2010: The Epigenesis
- 2015: Enki

### Singles (Auswahl)
- 2001: Genies Sorcerers and Mesopotamian Nights
- 2006: Ladders To Sumeria
- 2010: Grand Gathas of Baal Sin
- 2010: Ghouls Of Nineveh
- 2010: Sacred Geometry
- 2010: The Magickan And The Drones
- 2010: A Greater Chain Of Being
- 2015: Multiple Truths